# Mistrovství Evropy juniorů v plavání 2011
Mistrovství Evropy juniorů v plavání 2011 proběhlo od 6. do 10. července 2011 v srbském Bělehradu. Na tomto mistrovství startovali děvčata narozená v roce 1995 nebo 1996 a chlapci narozeni v letech 1993 a 1994. Šampionát byl organizován evropskou plaveckou federací LEN.

## Zúčastněné státy
Této soutěže se zúčastnilo 505 plavců (261 chlapců, 244 dívek) ze 43 zemí. Týmy jsou z :
- Arménie
- Belgie
- Bělorusko
- Bosna a Hercegovina
- Bulharsko
- Česko
- Černá Hora
- Dánsko
- Estonsko
- Faerské ostrovy
- Finsko
- Francie
- Chorvatsko
- Irsko
- Island
- Itálie
- Izrael
- Kypr
- Lichtenštejnsko
- Litva
- Lotyšsko
- Lucembursko
- Maďarsko
- Makedonie
- Moldavsko
- Německo
- Nizozemsko
- Norsko
- Polsko
- Portugalsko
- Rakousko
- Rumunsko
- Rusko
- Řecko
- Srbsko
- Slovensko
- Slovinsko
- Španělsko
- Švédsko
- Švýcarsko
- Turecko
- Ukrajina
- Velká Británie

## Výsledky

### Junioři
| Disciplína               | Zlato                                                                      | Zlato    | Stříbro                                                                                           | Stříbro  | Bronz                                                                     | Bronz    |
| ------------------------ | -------------------------------------------------------------------------- | -------- | ------------------------------------------------------------------------------------------------- | -------- | ------------------------------------------------------------------------- | -------- |
| 50 m volný způsob        | Aitor Martinez Rodriguez Španělsko                                         | 22.64    | Mihael Vukić Chorvatsko Kristian Gkolomeev Řecko                                                  | 22.86    |                                                                           |          |
| 100 m volný způsob       | Velimir Stjepanović Srbsko                                                 | 49.56    | Arseni Kukharau Bělorusko                                                                         | 49.83    | Uvis Kalnins Lotyšsko                                                     | 50.18    |
| 200 m volný způsob       | Christian Scheruebl Rakousko                                               | 1:49.51  | Daniel Skaaning Dánsko                                                                            | 1:49.56  | Pawel Werner Polsko                                                       | 1:49.93  |
| 400 m volný způsob       | Christian Scheruebl Rakousko                                               | 3:51.75  | Gabriele Detti Itálie                                                                             | 3:52.05  | Michal Szuba Polsko                                                       | 3:52.77  |
| 800 m volný způsob       | Ediz Yıldırımer Turecko                                                    | 8:00.82  | Gabriele Detti Itálie                                                                             | 8:00.95  | Gregorio Paltrinieri Itálie                                               | 8:01.31  |
| 1500 m volný způsob      | Gregorio Paltrinieri Itálie                                                | 15:12.16 | Gabriele Detti Itálie                                                                             | 15:16.86 | Ediz Yıldırımer Turecko                                                   | 15:25.71 |
|                          |                                                                            |          |                                                                                                   |          |                                                                           |          |
| 50 m znak                | Christian Diener Německo                                                   | 25.40 CR | Niccolo Bonacchi Itálie                                                                           | 25.56    | Richard Bohus Maďarsko                                                    | 25.70    |
| 100 m znak               | Christian Diener Německo                                                   | 55.07    | Niccolo Bonacchi Itálie                                                                           | 55.59    | Fabio Laugeni Itálie                                                      | 55.69    |
| 200 m znak               | Christian Diener Německo                                                   | 1:59.94  | Mateusz Wysoczynski Polsko                                                                        | 2:01.18  | Fabio Laugeni Itálie                                                      | 2:01.59  |
|                          |                                                                            |          |                                                                                                   |          |                                                                           |          |
| 50 m prsa                | Panagiotis Samilidis Řecko                                                 | 27.89    | Bastian Vollmer Německo                                                                           | 28.52    | Oleg Utekhin Rusko                                                        | 28.54    |
| 100 m prsa               | Panagiotis Samilidis Řecko                                                 | 1:01.13  | Craig Benson Velká Británie                                                                       | 1:02.17  | Olexiy Rozhkov Ukrajina                                                   | 1:02.27  |
| 200 m prsa               | Flavio Bizzarri Itálie                                                     | 2:12.43  | Matti Mattsson Finsko                                                                             | 2:12.65  | Maxym Shemberyev Ukrajina                                                 | 2:12.84  |
|                          |                                                                            |          |                                                                                                   |          |                                                                           |          |
| 50 m motýlek             | Mihael Vukić Chorvatsko                                                    | 23.90    | Yevgen Koptyelov Ukrajina                                                                         | 24.50    | Matthias Bellance Francie                                                 | 24.56    |
| 100 m motýlek            | Velimir Stjepanović Srbsko                                                 | 53.79    | Yevgen Koptyelov Ukrajina                                                                         | 53.94    | Martino Lucatello Itálie                                                  | 53.96    |
| 200 m motýlek            | Bence Biczó Maďarsko                                                       | 1:56.25  | Andrey Tambovskiy Rusko                                                                           | 1:58.73  | Tom Kremer Izrael                                                         | 2:00.52  |
|                          |                                                                            |          |                                                                                                   |          |                                                                           |          |
| 200 m polohový závod     | Ieuan Lloyd Velká Británie                                                 | 2:01.57  | Dan Wallace Velká Británie                                                                        | 2:02.41  | Andreas Vazaios Řecko                                                     | 2:02.51  |
| 400 m polohový závod     | Maxym Shemberyev Ukrajina                                                  | 4:16.94  | Eduardo Solaeche Gomez Španělsko                                                                  | 4:20.36  | Dan Wallace Velká Británie                                                | 4:20.60  |
|                          |                                                                            |          |                                                                                                   |          |                                                                           |          |
| 4 × 100 m volný způsob   | Itálie Maurizio Mottola Francesco Bellacci Giacomo Ferri Damiano Corapi    | 3:23.13  | Španělsko Eduardo Solaeche Gomez Jorge Martin Lozoya Aitor Martinez Rodriguez Albert Puig Garrich | 3:23.27  | Německo Max Mral Steffen Hillmer Matthias Lindenbauer Maximilian Oswald   | 3:23.34  |
| 4 × 200 m volný způsob   | Velká Británie Thomas Moss Matthew Parks Myles Crouch-Anderson Ieuan Lloyd | 7:23.36  | Rusko Alexander Klyukin Sergey Groshev Nikita Kitaev Dmitry Ermakov                               | 7:23.77  | Polsko Pawel Werner Radoslaw Bor Filip Bujoczek Michal Poprawa            | 7:24.07  |
| 4 × 100 m polohový závod | Itálie Niccolo Bonacchi Martino Lucatello Roberto Parisi Giacomo Ferri     | 3:42.01  | Německo Christian Diener Marius Kusch Paul Wiechhusen Max Mral                                    | 3:42.57  | Rusko Dmitry Stepanenko Andrey Tambovskiy Nikolay Klepikov Dmitry Ermakov | 3:42.82  |

### Juniorky
| Disciplína               | Zlato                                                                                | Zlato    | Stříbro                                                                         | Stříbro  | Bronz                                                                                           | Bronz    |
| ------------------------ | ------------------------------------------------------------------------------------ | -------- | ------------------------------------------------------------------------------- | -------- | ----------------------------------------------------------------------------------------------- | -------- |
| 50 m volný způsob        | Nadiya Koba Ukrajina                                                                 | 25.76    | Louise Hansson Švédsko                                                          | 25.94    | Ylenia Sciarrini Itálie                                                                         | 25.99    |
| 100 m volný způsob       | Charlotte Bonnet Francie                                                             | 55.25    | Mie OE. Nielsen Dánsko                                                          | 56.01    | Jessica Lloyd Velká Británie                                                                    | 56.19    |
| 200 m volný způsob       | Ksenia Yuskova Rusko                                                                 | 2:00.50  | Sycerika Mc Mahon Irsko                                                         | 2:00.61  | Esmee Vermeulen Nizozemsko                                                                      | 2:01.22  |
| 400 m volný způsob       | Sycerika Mc Mahon Irsko                                                              | 4:13.85  | Rachael Williamson Velká Británie                                               | 4:14.49  | Johanna Friedrich Německo                                                                       | 4:14.59  |
| 800 m volný způsob       | Donata Kilijanska Polsko                                                             | 8:40.48  | Esmee Vermeulen Nizozemsko                                                      | 8:43.56  | Rachael Williamson Velká Británie                                                               | 8:44.10  |
| 1500 m volný způsob      | Maria Vilas Vidal Španělsko                                                          | 16:32.68 | Giulia Gabbrielleschi Itálie                                                    | 16:37.94 | Donata Kilijanska Polsko                                                                        | 16:38.90 |
|                          |                                                                                      |          |                                                                                 |          |                                                                                                 |          |
| 50 m znak                | Mie OE. Nielsen Dánsko                                                               | 28.81    | Lauren Quigley Velká Británie                                                   | 28.93    | Katarzyna Gorniak Polsko                                                                        | 29.23    |
| 100 m znak               | Mie OE. Nielsen Dánsko                                                               | 1:02.50  | Jessica Fullalove Velká Británie                                                | 1:02.75  | Lidon Munoz Del Campo Španělsko                                                                 | 1:03.15  |
| 200 m znak               | Federica Meloni Itálie                                                               | 2:14.88  | Osk Gustafsdottir Eyglo Island                                                  | 2:14.95  | Phoebe Lenderyou Velká Británie                                                                 | 2:15.53  |
|                          |                                                                                      |          |                                                                                 |          |                                                                                                 |          |
| 50 m prsa                | Sycerika Mc Mahon Irsko                                                              | 32.00    | Anna Sztankovics Maďarsko                                                       | 32.02    | Jenna Laukkanen Finsko                                                                          | 32.11    |
| 100 m prsa               | Anna Sztankovics Maďarsko                                                            | 1:09.31  | Jenna Laukkanen Finsko                                                          | 1:09.48  | Irina Novikova Rusko                                                                            | 1:09.62  |
| 200 m prsa               | Maria Temnikova Rusko                                                                | 2:26.29  | Irina Novikova Rusko                                                            | 2:26.46  | Molly Renshaw Velká Británie                                                                    | 2:28.68  |
|                          |                                                                                      |          |                                                                                 |          |                                                                                                 |          |
| 50 m motýlek             | Louise Hansson Švédsko                                                               | 27.04    | Daria Tcvetkova Rusko                                                           | 27.06    | Svetlana Chimrova Rusko                                                                         | 27.22    |
| 100 m motýlek            | Alexandra Wenk Německo                                                               | 59.85    | Daria Tcvetkova Rusko                                                           | 1:00.14  | Georgia Barton Velká Británie                                                                   | 1:00.53  |
| 200 m motýlek            | Elena Sheridan Velká Británie                                                        | 2:10.40  | Liliana Szilagyi Maďarsko                                                       | 2:10.95  | Georgia Barton Velká Británie                                                                   | 2:12.27  |
|                          |                                                                                      |          |                                                                                 |          |                                                                                                 |          |
| 200 m polohový závod     | Siobhan-Marie O'Connor Velká Británie                                                | 2:14.71  | Sara Joo Maďarsko                                                               | 2:16.34  | Anastasia Sineva Rusko                                                                          | 2:16.44  |
| 400 m polohový závod     | Siobhan-Marie O'Connor Velká Británie                                                | 4:46.61  | Sara Joo Maďarsko                                                               | 4:48.25  | Reka Gyorgy Maďarsko                                                                            | 4:49.80  |
|                          |                                                                                      |          |                                                                                 |          |                                                                                                 |          |
| 4 × 100 m volný způsob   | Francie Camille Gheorghiu Assia Touati Beryl Gastaldello Charlotte Bonnet            | 3:44.66  | Velká Británie Siobhan-Marie O'Connor Chloe Tutton Amelia Maughan Jessica Lloyd | 3:46.42  | Španělsko Lidon Munoz Del Campo Marta Gonzalez Crivillers Laura Galvez Sole Marina Rico Fuentes | 3:47.80  |
| 4 × 200 m volný způsob   | Francie Camille Gheorghiu Assia Touati Charlotte Van Andringa Margaux Verger Gourson | 8:07.63  | Rusko Elena Serko Alena Kudryashova Valeriya Kolotushkina Ksenia Yuskova        | 8:09.51  | Španělsko Lidon Munoz Del Campo Marina Rico Fuentes Irene Andrea Lope Catalina Corro Lorente    | 8:12.23  |
| 4 × 100 m polohový závod | Velká Británie Jessica Fullalove Georgia Barton Siobhan-Marie O'Connor Jessica Lloyd | 4:09.34  | Rusko Julia Larina Daria Tcvetkova Irina Novikova Ksenia Yuskova                | 4:10.38  | Dánsko Mie OE. Nielsen Christina Munkholm Cecilie Holten Kia Hansen                             | 4:11.27  |

## Medailové pořadí
| Pořadí | Stát           | Zlato | Stříbro | Bronz | Celkem |
| ------ | -------------- | ----- | ------- | ----- | ------ |
| 1      | Velká Británie | 6     | 6       | 7     | 19     |
| 2      | Itálie         | 5     | 6       | 5     | 16     |
| 3      | Německo        | 4     | 2       | 2     | 8      |
| 4      | Francie        | 3     | 0       | 1     | 4      |
| 5      | Rusko          | 2     | 7       | 5     | 14     |
| 6      | Maďarsko       | 2     | 4       | 2     | 8      |
| 7      | Španělsko      | 2     | 2       | 3     | 7      |
| 8      | Ukrajina       | 2     | 2       | 2     | 6      |
| 9      | Dánsko         | 2     | 2       | 1     | 5      |
| 10     | Řecko          | 2     | 1       | 1     | 4      |
| 11     | Irsko          | 2     | 1       | 0     | 3      |
| 12     | Srbsko         | 2     | 0       | 0     | 2      |
| 12     | Rakousko       | 2     | 0       | 0     | 2      |
| 14     | Polsko         | 1     | 1       | 5     | 7      |
| 15     | Švédsko        | 1     | 1       | 0     | 2      |
| 15     | Chorvatsko     | 1     | 1       | 0     | 2      |
| 17     | Turecko        | 1     | 0       | 1     | 2      |
| 18     | Finsko         | 0     | 2       | 1     | 3      |
| 19     | Nizozemsko     | 0     | 1       | 1     | 2      |
| 20     | Bělorusko      | 0     | 1       | 0     | 1      |
| 20     | Island         | 0     | 1       | 0     | 1      |
| 22     | Lotyšsko       | 0     | 0       | 1     | 1      |
| 22     | Izrael         | 0     | 0       | 1     | 1      |
| Total  | Total          | 40    | 41      | 39    | 120    |